# سوده تسوریکومی گوشی
سوده تسوریکومی گوشی (به ژاپنی: 袖釣込腰)-(به انگلیسی: Sode tsurikomi goshi) یکی از فنون و تکنیک‌های دستهٔ ناگه-وازا رشتهٔ ورزشی جودو است که در زیردستهٔ کوشی-وازا دسته‌بندی می‌شود. 